# Хэмлин, Сайрус
Сайрус Хэмлин (англ. Cyrus Hamlin; 5 января 1811, Уотерфорд, Мэн — 8 августа 1900, Портленд, Мэн) — американский конгрегационалистский миссионер в Османской империи. Первый президент Роберт-колледжа в Стамбуле. Родственник вице-президента США Ганнибала Хэмлина.

## Биография
Родился в городе Уотерфорд (штат Мэн).
В 1834 году окончил Боудин-колледж в Брансуике (штат Мэн).
В 1837 году окончил Бангорскую теологическую семинарию в городе Бангор (штат Мэн), относящуюся к Объединённой Церкви Христа.
В 1839 году прибыл в Турцию. С 1863 по 1876 года был президентом Роберт-колледжа.
После смерти султана Абдул-Азиза в 1876 году вернулся в США. В 1880 году избран президентом Миддлбери-колледжа в Вермонте.
Похоронен в городе Лексингтон (Массачусетс).